# Atlin Mountain
Atlin Mountain är ett berg i Kanada.   Det ligger i provinsen British Columbia, i den västra delen av landet, 4 100 km väster om huvudstaden Ottawa. Toppen på Atlin Mountain är 2 046 meter över havet, eller 959 meter över den omgivande terrängen. Bredden vid basen är 7,8 km.
Terrängen runt Atlin Mountain är varierad. Trakten runt Atlin Mountain är nära nog obefolkad, med mindre än två invånare per kvadratkilometer.. 